# Magneto (Marvel Comics)
Magneto, alias Erik Magnus Lehnsherr (Max Eisenhardt), és un personatge fictici que apareix als còmics de l'Univers Marvel publicades per Marvel Comics. La primera aparició del personatge va ser en The X-Men vol. 1 núm. 1 (publicat el 2 de juliol de 1963 amb data de portada de setembre de 1963), creat pel guionista Stan Lee i el dibuixant Jack Kirby. Era el dolent central a la col·lecció The X-Men, fins que el guionista Chris Claremont el va dotar de major profunditat a la història I, Magneto. iniciant una evolució que l'ha portat al costat dels protagonistes en molts moments. En programes de televisió i pel·lícules d'aquesta franquícia ha seguit apareixent com enemic. Poderós mutant amb l'habilitat de generar i controlar camps magnètics, Magneto ha estat un dels més eminents enemics que hagin tingut els X-Men des de la seva creació. En les seves primeres aparicions la seva motivació es devia a la megalomania, però posteriorment els guionistes han donat cos al personatge i el seu origen, revelant que és un supervivent de l'holocaust jueu (Shoah), les accions s'encaminen a la protecció de la raça mutant i evitar que pateixi un destí similar. El seu paper en els còmics ha variat des de superdolent a antiheroi o fins i tot heroi. Magneto pren a les mans la causa mutant amb la Germanor de Mutants (originalment la Germandat de mutants diabòlics), i es converteix en el seu líder, radical i extremista, amb aspiracions a la dominació mundial per part dels mutants, als que ell anomena Homo Superior, sobre la raça humana, a la qual considera propera a la seva extinció. Els seus plans seran sempre desmantellats pels mutants que segueixen les idees de coexistència pacífica de Charles Xavier, encara que en algunes ocasions Magneto ha col·laborat amb els X-Men i fins i tot s'ha convertit en el seu líder.
Sir Ian McKellen va interpretar a Magneto en la sèrie de pel·lícules X-Men, i Michael Fassbender va fer el mateix com la versió més jove del personatge en la preqüela X-Men: First Class. Magneto ha puntuat com el número 1 a la llista ING dels Més Grans malvats del Còmic, i com el novè personatge millor de la Història a la llista Wizard dels Millors Personatges de Comic-book de Tots els Temps, el segon més alt entre els dolents d'aquesta llista.

## Poders i habilitats
Com amo del magnetisme, pot:
- Elevar-se a l'aire, modelar, moure i alterar objectes (de vegades de molts milers de tones) a través de força magnètica: Pot elevar un submarí rus de les profunditats de l'oceà, projectar metall a una velocitat única i afegir pressions tremendes a substàncies metàl·liques per remodelar-les i modificar-les.
- Manipular el ferro de la sang d'algú portant el flux cap al seu cervell causant-li un esdeveniment cerebrovascular o pèrdua del coneixement, o per alterar els pensaments i percepcions i fins i tot blanquejar la ment d'algú completament.
- Fer levitar a una persona o controlar les seves accions manipulant el ferro en el seu flux sanguini.
- Extreure el ferro del flux sanguini d'algú completament a través de la pell. Un exemple d'això pot veure a la pel·lícula X-Men 2.
- Controlar les partícules fèrries a l'atmosfera.
- Alterar el camp magnètic terrestre el qual s'estén l'espai com la magnetosfera.
- Incrementar prodigiosament la seva pròpia força a nivells sobrehumans.
- Triar camps de força electromagnètica amb un alt grau d'impenetrabilitat.
- Volar a molt llargues distàncies i velocitats diverses: Aparentment compta amb diversos mitjans per a això, per exemple, lliscant per les línies de força magnètica naturals del planeta.
- Crear camps de força personals: Pot expandir per protegir àrees extenses, i han suportat els múltiples efectes d'armes nuclears, erupcions volcàniques, les profunditats de l'espai i l'atacs dels X Men i Avengers.
- Percebre el món en el seu entorn com a patrons d'energia elèctrica i magnètica.
- Percebre les aures magnètiques naturals al voltant dels éssers vius.
- Realitzar forats de cuc.

Magneto ha fet servir les seves habilitats magnètiques per extreure l'adamantium l'esquelet d'en Wolverine. Ha detingut exèrcits, elevat illes del sòl oceànic, mogut muntanyes, i fins i tot tractat de devastar el món amb erupcions volcàniques i terratrèmols apocalíptics.
Pot usar els seus poders magnètics en més d'una manera simultània. Pot acoblar completament qualsevol màquina per complicada que fos en qüestió de segons amb els seus poders. Tot i que sovint gesticula en usar els seus poders magnètics, pot utilitzar completament fins i tot quiet i merament concentrat.
Més enllà que el principal poder de Magneto és el magnetisme, compta amb certa habilitat per projectar o manipular qualsevol forma d'energia relacionada amb l'espectre electromagnètic:
- Pot incendiar i absorbir perns de força elèctrica i magnètica,
- Revertir làsers i altres formes de radiació o energia,
- Crear calor prou intens en radiació infraroja com per destruir una porta metàl·lica,
- Tornar-invisible a refractar llum visible al voltant del seu cos.

## Aparicions

### Cinema
Magneto va ser inclòs en les 3 pel·lícules de la saga X-Men (X-Men', X-Men 2 i X-Men: La decisió final). En aquestes va ser interpretat per Sir Ian McKellen. Així mateix és protagonista a X-Men: First Class, interpretat per Michael Fassbender, estrenada el 3 de juny de 2011.

### Videojocs
- X-Men: Mutant Apocalypse
- X-Men: Children of the Atom
- Marvel Super Heroes
- X-Men vs. Street Fighter
- Marvel vs Capcom: Clash of Super Heroes
- Marvel vs Capcom 2: New Age of Heroes
- Marvel vs Capcom 3: Fate of Two Worlds
- Ultimate Marvel vs Capcom 3
- X-Men: Mutant Academy
- X-Men: Mutant Academy 2
- X-Men Legends
- X-Men Legends II: Rise of Apocalypse
- Marvel Nemesis: Rise of the Imperfects